# Pilota irlandesa

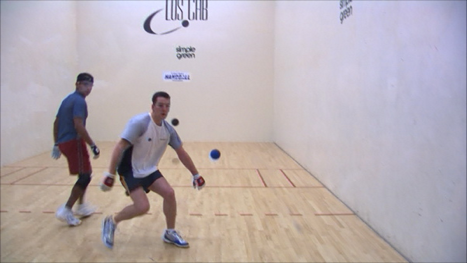
Partit de pilota irlandesa

La Pilota irlandesa (Gaèlic irlandés: Liathróid Láimhe) és el joc de pilota autòcton d'Irlanda. Els jugadors (2 o \d) colpegen la pilota amb la mà enviant-la contra una paret comuna, el frontis, tractant d'evitar que el rival puga tornar-la. És, per tant, de joc indirecte.

## Canxa

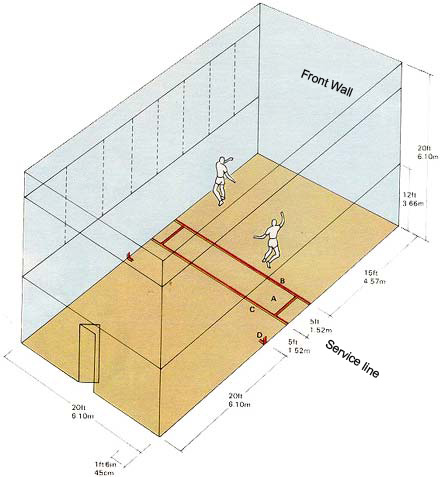
Frontó irlandès

La pilota irlandesa és jugada en un frontó de 18 m de llarg per 9 m d'ample, amb un frontis de 6 m d'alt. La gran majoria són tancats (per les quatre parets), però també n'hi ha de tres, i, els més antics, de només una paret.
A 4,5 m del frontis hi ha una línia que marca el lloc més avançat on pot botar la pilota abans de servir, començar el joc). És alhora la línia que senyala el lloc més posterior on ha de botar la pilota per ser vàlida després de servir.

## Regles
L'objectiu és arribar a una puntuació determinada abans que l'altri. El jugadors que posa la pilota en joc és el servidor, i qui rep la primera pilotada és el restador. Els punts només són guanyats pel jugador que serveix, el restador només aconsegueix el dret a servir.
Els jugadors, de manera alterna, colpegen la pilota amb la mà enviant-la contra el frontis abans que aquesta done dos bots en terra.

## Història
Se suposa que la pilota irlandesa és un altre esport derivat del Jeu de paume, relacionat d'alguna manera amb la pilota basca, car el primer document que l'esmenta apareix a la ciutat de Galway, a la costa oest d'Irlanda, el 1527, prohibint jugar-hi contra els murs de la ciutat.
Emigrants irlandesos la portaren arreu del món des del segle xviii, i avui en dia és jugada (o els seus derivats) a Anglaterra, Austràlia, Canadà, Estats Units d'Amèrica, Mèxic, Nova Zelanda i el País de Gal·les.

## La pilota avui
A Irlanda, la pràctica organitzada està menada pel "Consell de Pilota a Mà Irlandesa" (Irish Handball Council) sota els auspicis de l'Associació Atlètica Irlandesa (Gaelic Athletic Association). La seu és just a la vora de l'estadi de Croke Park.
Cada tres anys es juga un campionat mundial (tant homes com dones). L'actual número u és Paul Brady de Cavan, qui va aconseguir el títol mundial individual a Edmonton (Canadà).
Hi ha un intent de fer la versió d'una sola paret com a joc comú i unir els diversos esports de joc indirecte com l'Eton fives, el fistball i la pilota basca, és l'anomenat frontó internacional.